# St. Katharina (Unterweißenbrunn)

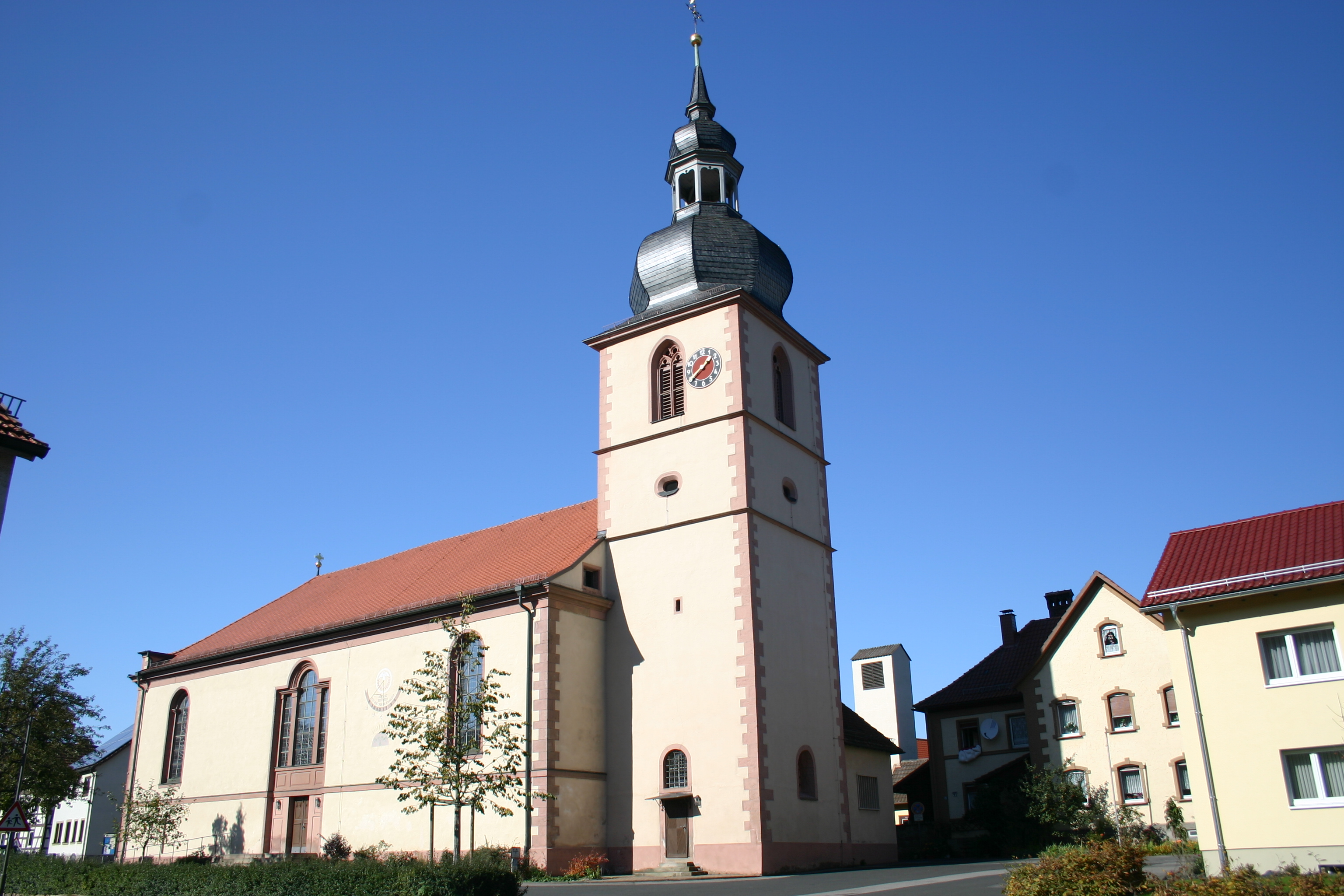
Die Pfarrkirche St. Katharina in Unterweißenbrunn

Die römisch-katholische Pfarrkirche St. Katharina ist die Dorfkirche von Unterweißenbrunn, einem Stadtteil von Bischofsheim im unterfränkischen Landkreis Rhön-Grabfeld. Die Kirche gehört zu den Baudenkmälern von Bischofsheim und ist unter der Nummer D-6-73-117-131 in der Bayerischen Denkmalliste registriert. Unterweißenbrunn ist ein Teil der Pfarreiengemeinschaft „Am Kreuzberg“.

## Geschichte
Unterweißenbrunn ist seit dem Jahr 1798 eine eigenständige Pfarrei. Zuvor war der Ort eine Filiale von Bischofsheim. Der Kirchturm ist mittelalterlich und wurde im Jahr 1614 erhöht. Das Langhaus entstand im Jahr 1817.

## Beschreibung
Der Kirchturm steht als Chorturm im Osten. Er besitzt eine welsche Haube. Das Langhaus ist klassizistisch und hat ein Satteldach. An seiner Westseite sind Heiligenfiguren angebracht. Die Wände des Langhauses neben dem Chorbogen sind bis zu etwa 2/3 ihrer Höhe von Säulen durchbrochen.

## Ausstattung
In der Mitte des Hochaltars ist ein großes Kruzifix angebracht. Die Seitenaltäre sind dagegen mit Gemälden versehen. Die Orgel ist auf der westlichen Empore aufgestellt.